# Lil John Roberts
Lil John Roberts je americký bubeník. Pocházel z Filadelfie a již ve svých šestnácti letech hrál s Christianem McBridem a Joeym Defrancesem. V roce 1991 zahájil studium na Berklee College of Music, odkud po dvou letech odešel. Během své kariéry spolupracoval s mnoha hudebníky různých žánrů. Patří mezi ně například George Duke, Janet Jacksonová, Deantoni Parks, Yahzarah, Kebbi Williams, Jeff Lorber nebo skupina DJ Jazzy Jeff & The Fresh Prince, ve které působil herec a rapper Will Smith. V roce 2014 vydal sólové album The Heartbeat. V roce 2009 se mu narodil syn Jett Hamilton Roberts, jehož matkou je zpěvačka Jill Scott.